# Serie A 1967 (hockey su pista)
La Serie A 1967 è stata la 44ª edizione (la 18ª a girone unico), del torneo di primo livello del campionato italiano di hockey su pista. La competizione ha avuto inizio il 3 giugno e si è conclusa il 30 settembre 1967.
Lo scudetto è stato conquistato dalla Triestina per la diciannovesima volta nella sua storia.

## Stagione

Beniamino Battistella capocannoniere del torneo.

### Novità
A prendere il testimone del Lodi e del DLF Trieste retrocesse in serie B vi furono, vincendo il campionato cadetto, la Pirelli di Milano e la Pro Follonica; i meneghini mancavano dalla serie A dal 1964 mentre l'ultima apparizione dei toscani era avvenuta nella stagione del 1965. Al torneo parteciparono: Amatori Modena, Arengo Monza, Bassano, Monza, Laverda Breganze, Marzotto Valdagno,  Novara, Triestina e appunto la Pirelli e la Pro Follonica. 

### Formula
La formula del campionato fu la stessa della stagione precedente; la manifestazione fu organizzata con un girone all'italiana, con gare di andata e ritorno per un totale di 18 giornate: erano assegnati 2 punti per l'incontro vinto e un punto a testa per l'incontro pareggiato, mentre non ne era attribuito alcuno per la sconfitta. Al termine del campionato la prima squadra classificata venne proclamata campione d'Italia mentre la nona e la decima classificata retrocedettero in serie B.

### Avvenimenti
Il campionato iniziò il 3 giugno e si concluse il 30 settembre 1967. Il girone di andata fu caratterizzato da un equilibrio tra le varie squadre partecipanti; nessun team riuscì ad imporsi in maniera marcata. Fu l'Amatori Modena a prendere la testa della classifica ma fu subito scalzata da tale posizione al turno successivo dai campioni in carica del Monza; anche i brianzoli però persero subito la posizione venendo superati nuovamente dai modenesi e dal sorprendente Breganze. Furono proprio i veneti ad issarsi in cima alla classifica all'ottava tornata per poi incappare in sei turni senza vittorie lasciando via libera al ritorno della Triestina e del Novara. Furono quest'ultimi due club a caratterizzare la lotta finale per il titolo, lotta che arrise ai friulani che in questo modo vinsero per la diciannovesima volta il titolo. Questo fu l'ultimo campionato vinto dalla formazione di Trieste, guidata per l'ultima volta in panchina da Mario Cergol, prima di avviarsi a un lento declino che la porterà prima a retrocedere nelle serie inferiori del campionato e poi a cessare le attività. La Triestina acquisì il diritto di rappresentare l'Italia in coppa dei Campioni. Il Novara vinse la seconda edizione della coppa Italia. Retrocedettero in serie B l'Arengo Mona e Pirelli di Milano. Per entrambe le squadre questo fu l'ultimo campionato di massima serie disputato. Beniamino Battistella del Laverda Breganze segnando 43 reti vinse per la prima volta la classifica dei cannonieri.

## Squadre partecipanti
| Club              | Stagione | Città                   | Impianto                         | Stagione precedente              |
| ----------------- | -------- | ----------------------- | -------------------------------- | -------------------------------- |
| Amatori Modena    | dettagli | Modena                  | Pista da ballo del Rifugio Verde | 3º in Serie A                    |
| Arengo Monza      | n.d.     | Monza (MI)              | Pista di via Boccaccio           | 8º in Serie A                    |
| Bassano           | dettagli | Bassano del Grappa (VI) | ?                                | 5º in Serie A                    |
| Monza             | dettagli | Monza (MI)              | Pista di via Boccaccio           | 1º in Serie A, campione d'Italia |
| Laverda Breganze  | dettagli | Breganze (VI)           | ?                                | 6º in Serie A                    |
| Marzotto Valdagno | dettagli | Valdagno (VI)           | Pista Cavalchina                 | 7º in Serie A                    |
| Novara            | dettagli | Novara                  | Pista in viale Buonarroti        | 4º in Serie A                    |
| Pirelli           | n.d.     | Milano                  | ?                                | In Serie B, promosso             |
| Pro Follonica     | dettagli | Follonica (GR)          | ?                                | In Serie B, promosso             |
| Triestina         | dettagli | Trieste                 | Pista di Viale Miramare          | 2º in Serie A                    |

### Allenatori e primatisti
| Squadra           | Allenatore                                      | Cannoniere                      |
| ----------------- | ----------------------------------------------- | ------------------------------- |
| Amatori Modena    |                                                 |                                 |
| Arengo Monza      |                                                 |                                 |
| Bassano           |                                                 |                                 |
| Monza             | Bruno Bolis                                     |                                 |
| Laverda Breganze  |                                                 | Beniamino Battistella (43 reti) |
| Marzotto Valdagno |                                                 |                                 |
| Novara            | Angelo Grassi (1ª-5ª) e Sergio Nanotti (6ª-18ª) |                                 |
| Pirelli           |                                                 |                                 |
| Pro Follonica     |                                                 |                                 |
| Triestina         | Mario Cergol                                    |                                 |

## Risultati
| Andata (1ª) | Andata (1ª) | Prima giornata                | Ritorno (10ª) | Ritorno (10ª) |
|             |             |                               |               |               |
| 3 giu.      | 4-2         | Arengo Monza-Bassano          | 3-7           | 29 lug.       |
| 3 giu.      | 3-3         | Laverda Breganze-Novara       | 4-6           | 29 lug.       |
| 3 giu.      | 4-2         | Marzotto Valdagno-Candy Monza | 1-9           | 29 lug.       |
| 3 giu.      | 3-4         | Pro Follonica-Amatori Modena  | 4-8           | 29 lug.       |
| 3 giu.      | 9-0         | Triestina-Pirelli             | 4-1           | 29 lug.       |

| Andata (2ª) | Andata (2ª) | Seconda giornata             | Ritorno (11ª) | Ritorno (11ª) |
|             |             |                              |               |               |
| 10 giu.     | 0-0         | Amatori Modena-Triestina     | 1-3           | 5 ago.        |
| 10 giu.     | 7-2         | Bassano-Marzotto Valdagno    | 1-1           | 5 ago.        |
| 10 giu.     | 2-1         | Candy Monza-Laverda Breganze | 4-2           | 5 ago.        |
| 10 giu.     | 6-2         | Novara-Arengo Monza          | 8-5           | 5 ago.        |
| 10 giu.     | 5-3         | Pirelli-Pro Follonica        | 3-4           | 5 ago.        |

| Andata (3ª) | Andata (3ª) | Terza giornata              | Ritorno (12ª) | Ritorno (12ª) |
|             |             |                             |               |               |
| 17 giu.     | 2-3         | Arengo Monza-Amatori Modena | 3-5           | 19 ago.       |
| 17 giu.     | 5-3         | Candy Monza-Triestina       | 0-1           | 19 ago.       |
| 17 giu.     | 2-1         | Laverda Breganze-Bassano    | 2-2           | 19 ago.       |
| 17 giu.     | 6-5         | Pirelli-Marzotto Valdagno   | 3-7           | 19 ago.       |
| 17 giu.     | 5-4         | Pro Follonica-Novara        | 2-7           | 19 ago.       |

| Andata (4ª) | Andata (4ª) | Quarta giornata                 | Ritorno (13ª) | Ritorno (13ª) |
|             |             |                                 |               |               |
| 24 giu.     | 2-2         | Bassano-Pirelli                 | 5-2           | 26 ago.       |
| 24 giu.     | 12-3        | Laverda Breganze-Amatori Modena | 4-5           | 26 ago.       |
| 24 giu.     | 2-3         | Marzotto Valdagno-Pro Follonica | 7-1           | 26 ago.       |
| 24 giu.     | 1-3         | Novara-Candy Monza              | 7-5           | 26 ago.       |
| 24 giu.     | 2-1         | Triestina-Arengo Monza          | 3-3           | 26 ago.       |

| Andata (5ª) | Andata (5ª) | Quinta giornata                    | Ritorno (14ª) | Ritorno (14ª) |
|             |             |                                    |               |               |
| 28 giu.     | 4-2         | Amatori Modena-Candy Monza         | 0-2           | 2 set.        |
| 28 giu.     | 4-1         | Arengo Monza-Pirelli               | 4-1           | 2 set.        |
| 28 giu.     | 3-1         | Laverda Breganze-Marzotto Valdagno | 5-2           | 2 set.        |
| 28 giu.     | 4-0         | Novara-Bassano                     | 4-1           | 2 set.        |
| 28 giu.     | 2-2         | Pro Follonica-Triestina            | 1-4           | 2 set.        |

| Andata (6ª) | Andata (6ª) | Sesta giornata             | Ritorno (15ª) | Ritorno (15ª) |
|             |             |                            |               |               |
| 1º lug.     | 5-2         | Arengo Monza-Pro Follonica | 3-7           | 9 set.        |
| 1º lug.     | 2-2         | Bassano-Candy Monza        | 0-6           | 9 set.        |
| 1º lug.     | 8-1         | Marzotto Valdagno-Novara   | 0-8           | 9 set.        |
| 1º lug.     | 2-4         | Pirelli-Amatori Modena     | 3-5           | 9 set.        |
| 1º lug.     | 3-2         | Triestina-Laverda Breganze | 1-1           | 9 set.        |

| Andata (7ª) | Andata (7ª) | Settima giornata                 | Ritorno (16ª) | Ritorno (16ª) |
|             |             |                                  |               |               |
| 8 lug.      | 3-2         | Arengo Monza-Candy Monza         | 2-4           | 16 set.       |
| 8 lug.      | 4-2         | Marzotto Valdagno-Amatori Modena | 3-7           | 16 set.       |
| 8 lug.      | 3-1         | Novara-Triestina                 | 1-5           | 16 set.       |
| 8 lug.      | 1-4         | Pirelli-Laverda Breganze         | 1-12          | 16 set.       |
| 8 lug.      | 4-2         | Pro Follonica-Bassano            | 2-4           | 16 set.       |

| Andata (8ª) | Andata (8ª) | Ottava giornata               | Ritorno (17ª) | Ritorno (17ª) |
|             |             |                               |               |               |
| 15 lug.     | 4-8         | Amatori Modena-Bassano        | 3-3           | 23 set.       |
| 15 lug.     | 6-4         | Candy Monza-Pro Follonica     | 3-4           | 23 set.       |
| 15 lug.     | 7-1         | Laverda Breganze-Arengo Monza | 2-4           | 23 set.       |
| 15 lug.     | 4-1         | Novara-Pirelli                | 7-1           | 23 set.       |
| 15 lug.     | 3-2         | Triestina-Marzotto Valdagno   | 3-2           | 23 set.       |

| \| Andata (9ª) \| Andata (9ª) \| Nona giornata \| Ritorno (18ª) \| Ritorno (18ª) \| \| \| \| \| \| \| \| 22 lug. \| 3-3 \| Amatori Modena-Novara \| 3-4 \| 30 set. \| \| 22 lug. \| 1-3 \| Bassano-Triestina \| 0-2 \| 30 set. \| \| 22 lug. \| 4-1 \| Marzotto Valdagno-Arengo Monza \| 3-2 \| 30 set. \| \| 22 lug. \| 1-4 \| Pirelli-Candy Monza \| 1-4 \| 30 set. \| \| 22 lug. \| 4-4 \| Pro Follonica-Laverda Breganze \| 3-9 \| 30 set. \| |             |                                |               |               |
| Andata (9ª) | Andata (9ª) | Nona giornata                  | Ritorno (18ª) | Ritorno (18ª) |
| |             |                                |               |               |
| 22 lug. | 3-3         | Amatori Modena-Novara          | 3-4           | 30 set.       |
| 22 lug. | 1-3         | Bassano-Triestina              | 0-2           | 30 set.       |
| 22 lug. | 4-1         | Marzotto Valdagno-Arengo Monza | 3-2           | 30 set.       |
| 22 lug. | 1-4         | Pirelli-Candy Monza            | 1-4           | 30 set.       |
| 22 lug. | 4-4         | Pro Follonica-Laverda Breganze | 3-9           | 30 set.       |

## Classifica finale
|  | Pos. | Squadra           | Pt | G  | V  | N | P  | GF | GS | DR  |
|  | ---- | ----------------- | -- | -- | -- | - | -- | -- | -- | --- |
|  | 1.   | Triestina         | 28 | 18 | 12 | 4 | 2  | 52 | 26 | +26 |
|  | 2.   | Novara            | 26 | 18 | 12 | 2 | 4  | 81 | 52 | +29 |
|  | 3.   | Monza             | 23 | 18 | 11 | 1 | 6  | 65 | 41 | +24 |
|  | 4.   | Amatori Modena    | 21 | 18 | 9  | 3 | 6  | 64 | 65 | -1  |
|  | 5.   | Laverda Breganze  | 20 | 18 | 8  | 4 | 6  | 79 | 47 | +32 |
|  | 6.   | Bassano           | 15 | 18 | 5  | 5 | 8  | 48 | 52 | -4  |
|  | 7.   | Marzotto Valdagno | 15 | 18 | 7  | 1 | 10 | 58 | 67 | -9  |
|  | 8.   | Pro Follonica     | 14 | 18 | 6  | 2 | 10 | 58 | 82 | -24 |
|  | 9.   | Arengo Monza      | 13 | 18 | 6  | 1 | 11 | 52 | 69 | -17 |
|  | 10.  | Pirelli           | 5  | 18 | 2  | 1 | 15 | 35 | 91 | -56 |

Legenda:
      Campione d'Italia e qualificato in Coppa dei Campioni 1967-1968
  Vincitore della Coppa Italia 1967.
      Retrocessa in Serie B.
Note:
Due punti a vittoria, uno a pareggio, zero a sconfitta.

## Verdetti
| Verdetto                          | Club                   |
| --------------------------------- | ---------------------- |
| Campione d'Italia 1967            | Triestina (19º titolo) |
| Qualificato in Coppa dei Campioni | Triestina              |
| Retrocesse in Serie B             | Arengo Monza Pirelli   |

### Squadra campione
| N° | Naz.              | Ruolo | Sportivo          |  |  |  |
| -- | ----------------- | ----- | ----------------- |  |  |  |
| ?  | Italia (bandiera) | E     | Franco Cervo      |  |  |  |
| ?  | Italia (bandiera) | E     | Fabris            |  |  |  |
| ?  | Italia (bandiera) | P     | Enzo Mari         |  |  |  |
| ?  | Italia (bandiera) | E     | Giuseppe Prinz    |  |  |  |
| ?  | Italia (bandiera) | E     | Romano Martellani |  |  |  |
| ?  | Italia (bandiera) | E     | Flavio Perok      |  |  |  |
| ?  | Italia (bandiera) | E     | Roberto Pockay    |  |  |  |
| ?  | Italia (bandiera) | P     | Talocchi          |  |  |  |

- Allenatore:  Mario Cergol

## Statistiche del torneo

### Capoliste solitarie
|    | —— | ——   | ——   | —— | ——   | —— | ——   | —— | ——        | ——        | ——        | ——        | ——        | ——  | ——   | ——   | ——   | —— |  |
|    |    | Mod. | Mon. |    | Mod. |    | Bre. |    | Triestina | Triestina | Triestina | Triestina | Triestina |     | Tri. | Tri. | Tri. |    |  |
|    |    |      |      |    |      |    |      |    |           |           |           |           |           |     |      |      |      |    |  |
|    |    |      |      |    |      |    |      |    |           |           |           |           |           |     |      |      |      |    |  |
| 1ª | 2ª | 3ª   | 4ª   | 5ª | 6ª   | 7ª | 8ª   | 9ª | 10ª       | 11ª       | 12ª       | 13ª       | 14ª       | 15ª | 16ª  | 17ª  | 18ª  |    |  |

### Classifica in divenire
|                   | 1ª | 2ª | 3ª | 4ª | 5ª | 6ª | 7ª | 8ª | 9ª | 10ª | 11ª | 12ª | 13ª | 14ª | 15ª | 16ª | 17ª | 18ª |
| ----------------- | -- | -- | -- | -- | -- | -- | -- | -- | -- | --- | --- | --- | --- | --- | --- | --- | --- | --- |
| Amatori Modena    | 2  | 3  | 5  | 5  | 7  | 9  | 9  | 9  | 10 | 12  | 12  | 14  | 16  | 16  | 18  | 20  | 21  | 21  |
| Arengo Monza      | 2  | 2  | 2  | 2  | 4  | 6  | 8  | 8  | 8  | 8   | 8   | 8   | 9   | 11  | 11  | 11  | 13  | 13  |
| Bassano           | 0  | 2  | 2  | 3  | 3  | 4  | 4  | 6  | 6  | 8   | 9   | 10  | 12  | 12  | 12  | 14  | 15  | 15  |
| Monza             | 0  | 2  | 4  | 6  | 6  | 7  | 7  | 9  | 11 | 13  | 15  | 15  | 15  | 17  | 19  | 21  | 21  | 23  |
| Laverda Breganze  | 1  | 1  | 3  | 5  | 7  | 7  | 9  | 11 | 12 | 12  | 12  | 13  | 13  | 15  | 16  | 18  | 18  | 20  |
| Marzotto Valdagno | 2  | 2  | 2  | 2  | 2  | 4  | 6  | 6  | 8  | 8   | 9   | 11  | 13  | 13  | 13  | 13  | 13  | 15  |
| Novara            | 1  | 3  | 3  | 3  | 5  | 5  | 7  | 9  | 10 | 12  | 14  | 16  | 18  | 20  | 22  | 22  | 24  | 26  |
| Pirelli           | 0  | 2  | 4  | 5  | 5  | 5  | 5  | 5  | 5  | 5   | 5   | 5   | 5   | 5   | 5   | 5   | 5   | 5   |
| Pro Follonica     | 0  | 0  | 2  | 4  | 5  | 5  | 7  | 7  | 8  | 8   | 10  | 10  | 10  | 10  | 12  | 12  | 14  | 14  |
| Triestina         | 2  | 3  | 3  | 5  | 6  | 8  | 8  | 10 | 12 | 14  | 16  | 18  | 19  | 21  | 22  | 24  | 26  | 28  |

### Record squadre
- Maggior numero di vittorie: Novara e Triestina (12)
- Minor numero di vittorie: Pirelli (2)
- Maggior numero di pareggi: Bassano (5)
- Minor numero di pareggi: Arengo Monza, Monza, Marzotto Valdagno e Pirelli (1)
- Maggior numero di sconfitte: Pirelli (15)
- Minor numero di sconfitte: Triestina (2)
- Miglior attacco: Novara (81 reti realizzate)
- Peggior attacco: Pirelli (35 reti realizzate)
- Miglior difesa: Triestina (26 reti subite)
- Peggior difesa: Pirelli (91 reti subite)
- Miglior differenza reti: Laverda Breganze (+32)
- Peggior differenza reti: Pirelli (-56)

### Classifica cannonieri
| Gol |  |  | Giocatore             | Squadra          |
| --- |  |  | --------------------- | ---------------- |
| 43  |  |  | Beniamino Battistella | Laverda Breganze |